# 全日本女子チア部
全日本女子チア部（ぜんにほん じょし チアぶ）は、日本のチアリーディング（チアリーダー）チームである。本稿では全日本応援協会（ぜんにほん おうえん きょうかい）も触れる。

## 全日本女子チア部沿革

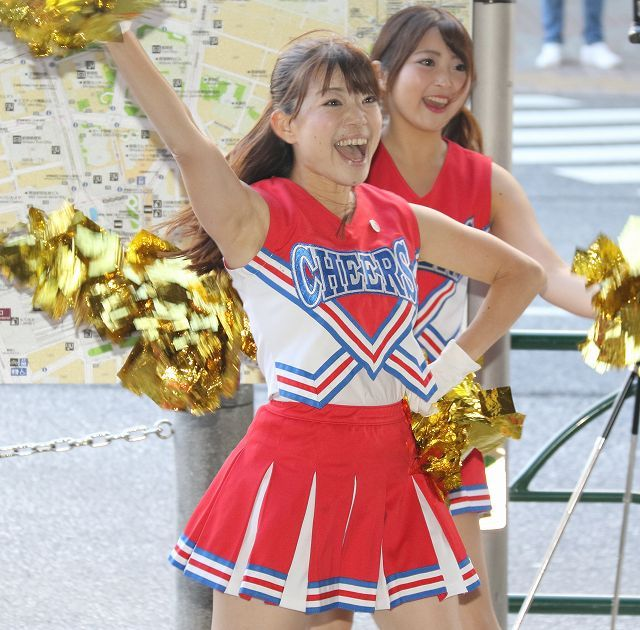
2代目部長・クミッチェルこと朝妻久実（2020年5月　全日本女子チア部☆活動、新宿駅西口前にて）

2009年、斎藤彩のソロプロジェクトにより創設。2010年に朝妻久実（元山陰中央テレビジョン放送アナウンサー　現在フリーアナウンサー）が加入する。主に、新橋、新宿など、東京近郊のターミナルで働くサラリーマンなどを「勝手に応援する」ことを目指して設立された。
2015年、斎藤が初代部長を退き、朝妻が2代目部長に就任。これをきっかけに出張チアにも取り組むようになった。
2018年、一般社団法人「全日本応援協会」が設立し、朝妻が代表理事に就任。「女子チア部」は同協会傘下の組織として生まれ変わり、略称「AJO」が制定される。
2019年、創部10周年。
2020年、「オンライン応援BAR」開催、マスコットキャラクター「朝ちあ子」誕生、同年11月に1000回目の朝チアを開催した。

## メンバー
メンバーはクミッチェルこと朝妻をはじめ、アナウンサー、芸人、歌手、アイドルなどの芸能関係から、OL、セラピスト、そしてプロのチアダンサーなども含め様々な職種を掛け持ちしながら活動を展開している。

### 2023年7月時点の登録メンバー
カッコ内は職業
- 部長　クミッチェル（フリーアナウンサー）
- ちむ（小学校教諭）
- かなぶん（チアリーダーアイドル）
- なっつぅ（整体師）
- ゆなてぃ（医療事務､ポートレートモデル）
- かもんぬ（理学療法士）
- ばんび（心と体を癒すセミナー講師）
- 砂叶〔さかな〕(役者､声優､シンガー､ボイストレーナー)
- パーク(元警察官､現保険営業)
- 南シー〔なんしー〕(セラピスト)
- いのぱん(腸活薬剤師､生米・米粉パン講師)
- ランラン(旅行会社勤務)
- はなみん(エステサロン店長)
- クリステル(セミナー講師)

## 全日本応援協会
2018年11月設立。朝妻が代表理事に就任し、「応援溢れる社会を目指して」をコンセプトに、応援を受けることによる様々な効果を研究する「応援学」と、それを活かし、様々な団体・法人・企業などとも連携を取りながら、様々な応援を通したスパイラルを深めていくことを目指している

### 応援アワード
2022年11月に、全日本応援協会主催による大規模な応援イベントとして「第1回応援アワード」の開催を決定し、その運営費用の捻出を目的として同年4月23日から5月31日（予定）で、キャンプファイアを通してクラウドファンディングを募集している。目標金額は100万円に設定している。

## 出演歴
- おはよう日本(NHK)
- さんま玉緒のお正月あんたの夢叶えたろかSP(TBS)
- めざましテレビ(フジテレビ)
- 松岡修造の2020みんなできる宣言(テレビ朝日)
- 今夜くらべてみました(日本テレビ)
- マイあさ!（NHK第1ラジオ）
- 上柳昌彦 あさぼらけ（ニッポン放送）
- ちょうどいいラジオ（FM横浜）